# Lestodiplosis taxiconis
Lestodiplosis taxiconis is een muggensoort uit de familie van de galmuggen (Cecidomyiidae). De wetenschappelijke naam van de soort is voor het eerst geldig gepubliceerd in 1956 door Foote.